# Adolphe-Henri Neyt

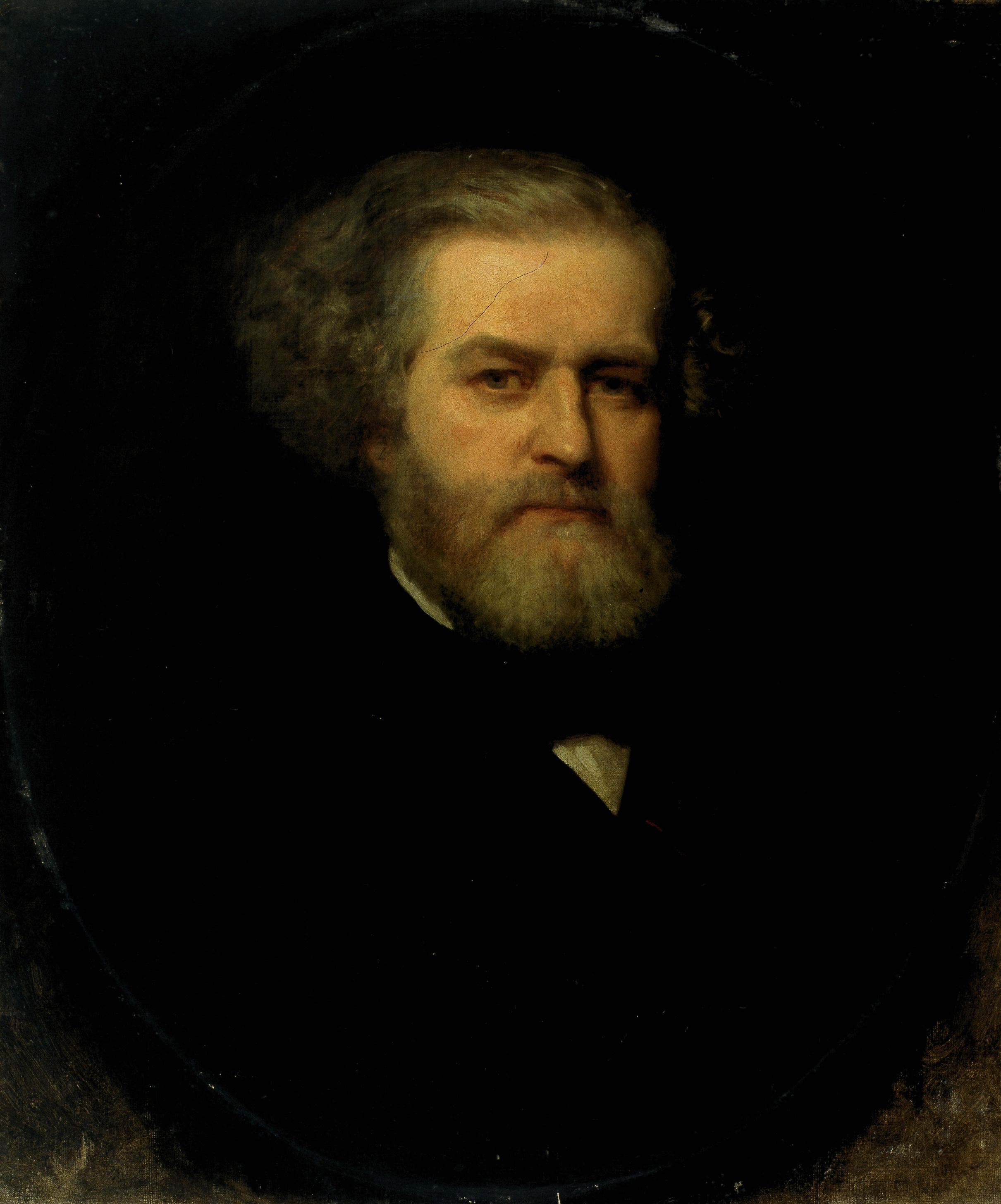
Adolphe-Henri Neyt (1855). Portret door Liéven De Winne

Adolphe-Henri Neyt (Gent, 11 mei 1804 – 12 maart 1865) was een Belgisch volksvertegenwoordiger.

## Levensloop
Neyt was een zoon van de suikerraffinadeur Joachim Neyt en van Livine Van der Vennet. Hij trouwde met Marie-Florentine Christiaenssens en was de vader van Adolphe Neyt, een pionier in de fotografie.
Na studies aan de universiteit van Gent vestigde Adolph-Henri Neyt zich in die stad als suikerindustrieel.
Van 1851 tot aan zijn dood was hij gemeenteraadslid van Gent en van 1854 tot 1857 was hij provincieraadslid voor Oost-Vlaanderen. In 1856 was hij liberaal kandidaat voor volksvertegenwoordiger maar raakte niet verkozen. In 1857 werd hij wel liberaal volksvertegenwoordiger voor het arrondissement Gent. Hij oefende dat mandaat uit tot in 1861.
Adolphe-Henri Neyt was majoor van de Burgerwacht in Gent. Hij was lid van de Kamer van Koophandel en voorzitter van de rechtbank van koophandel. Hij was ook bestuurder van de spoorwegmaatschappij van Lichtervelde naar Veurne en van de Société Linière de la Lys.